# Centenariosuchus
Centenariosuchus is een geslacht van uitgestorven kaaimannen. Dit dier leefde tijdens het Vroeg-Mioceen van de Panamakanaalzone van Panama in zuidelijk Midden-Amerika. Het bevat als enige soort Centenariosuchus gilmorei, die in 2013 werd benoemd ter ere van de aanstaande honderdste verjaardag van het graven van het Panamakanaal.

## Kenmerken
Centenariosuchus had een lengte van ongeveer anderhalve meter. Het behoort tot de Jacarea, een klade die onder meer de hedendaagse geslachten Caiman en Melanosuchus omvat en tevens uitgestorven vormen zoals Purussaurus. 
Twee fossiele exemplaren bestaande uit schedelfragmenten werden gevonden in 2009 en 2011 in de Cucaracha-formatie uit het Vroeg- tot Midden-Mioceen, en kunnen van een enkel individu zijn. De soort wordt gediagnosticeerd door een combinatie van schedelkenmerken die hij deelt met basale kaaimannen zoals Tsoabichi, Eocaiman, Culebrasuchus en het levende geslacht Paleosuchus, evenals meer afgeleide kaaimannen zoals die in het geslacht Caiman. Een kenmerk dat Centenariosuchus onderscheidt van alle andere kaaimannen, is de rechte buitenrand van een gat aan de onderkant van de schedel, het suborbitale fenestra. Volgens een fylogenetische analyse van kaaimanverwantschappen valt Centenariosuchus binnen een clade of evolutionaire groepering van kaaimannen die de zeer grote en zeer gespecialiseerde vormen Purussaurus en Mourasuchus omvat, bekend uit het Mioceen van Zuid-Amerika. 

## Fossiele vondsten
Centenariosuchus werd beschreven op basis van fossiele vondsten in de La Cucaracha-formatie in Panama, bestaande uit fragmenten van een schedel.